# 約克公爵號戰艦
約克公爵號戰艦是英國皇家海軍英王喬治五世級戰列艦的三號艦。建造於英國蘇格蘭約翰·布朗造船廠。以皇家海軍戰艦身份參加二戰，曾擊沉德國戰爭海軍的戰列巡洋艦沙恩霍斯特號。

## 服役歷史
日本偷襲珍珠港後，英國首相溫斯頓·丘吉爾搭乘本艦，前往美國與富蘭克林·D·羅斯福總統會面。丘吉爾搭機回英。

### 與沙恩霍斯特號戰鬥
英國皇家海軍本土艦隊司令海軍上將布魯斯·弗雷澤爵士希望能消除沙恩霍斯特號這個重大威脅，決定派出戰列艦約克公爵號、1艘重巡洋艦、3艘輕巡洋艦及9艘驅逐艦擊沉沙恩霍斯特號。1艘重巡洋艦與2艘輕巡洋艦炮擊沙恩霍斯特號，沙恩霍斯特號駛向南方逃出英軍巡洋艦群。不久被約克公爵號發現，並開火作戰。沙恩霍斯特號不敵逃走，約克公爵號再度攻擊並摧毀了沙恩霍斯特號的鍋爐室，驅逐艦趕上攻擊。被約克公爵號重創的沙恩霍斯特號主砲喪失了其功能，但用副砲仍予以還擊。輕巡洋艦牙買加號及4艘驅逐艦對其發射魚雷，在19时37分在3公里由牙買加號射出了3枚魚雷，給了沙恩霍斯特號最後一擊。共有11枚魚雷(英軍發射55顆)和2,195枚砲彈擊中沙恩霍斯特號，1,968名的船員裡僅有36人生還，其中沒有任何一位軍官。